# Хартов меморијални трофеј
Хартов меморијални трофеј (енгл. Hart Memorial Trophy) је награда Националне хокејашке лиге која се сваке године додељује играчу за кога се процени да је био најкориснији у свом тиму, тзв. МВП. Оригинални трофеј је донирао Дејвид Харт, отац Сесила Харта, дугогодишњег тренера Монтреал канадијенса. Трофеј се додељује од сезоне 1923/24 а о добитнику се одлучује гласањем од стране чланова асоцијације професионалних хокејашких новинара.

## Историја
Хартов меморијални трофеј уведен је 1960. године након што је Хартов трофеј пензионисан и остављен у хокејашкој кући славних. Оригинални Хартов трофеј дониран је НХЛ-у 1923. од стране Др Дејвида А. Харта, оца Сесила Харта, некадашњег тренера и менаџера Монтреал канадијенса.
Трофеј је први пут додељен у сезони 1923/24 канадском центру Френку Најбору који је у том моменту играо за Отава сенаторсе.

## Освајачи
| Сезона  | Играч                            | Клуб                             | Позиција                         |
| ------- | -------------------------------- | -------------------------------- | -------------------------------- |
| 1923/24 | Френк Најбор                     | Отава сенаторси                  | Центар                           |
| 1924/25 | Били Бурч                        | Хамилтон тајгерси                | Центар                           |
| 1925/26 | Нелс Стјуарт                     | Монтреал марунси                 | Центар                           |
| 1926/27 | Херб Гардинер                    | Монтреал канадијанси             | Одбрамбени                       |
| 1927/28 | Хауард Моренц                    | Монтреал канадијанси             | Центар                           |
| 1928/29 | Рој Вортерс                      | Њујорк американси                | Голман                           |
| 1929/30 | Нелс Стјуарт                     | Монтреал марунси                 | Центар                           |
| 1930/31 | Хауард Моренц                    | Монтреал канадијанси             | Центар                           |
| 1931/32 | Хауард Моренц                    | Монтреал канадијанси             | Центар                           |
| 1932/33 | Еди Шор                          | Бостон бруинси                   | Одбрамбени                       |
| 1933/34 | Аурел Жолие                      | Монтреал канадијанси             | Лево крило                       |
| 1934/35 | Еди Шор                          | Бостон бруинси                   | Одбрамбени                       |
| 1935/36 | Еди Шор                          | Бостон бруинси                   | Одбрамбени                       |
| 1936/37 | Алберт "Бејб" Зиберт             | Монтреал канадијанси             | Одбрамбени                       |
| 1937/38 | Еди Шор                          | Бостон бруинси                   | Одбрамбени                       |
| 1938/39 | Жозеф Блејк                      | Монтреал канадијанси             | Лево крило                       |
| 1939/40 | Ејби Гудфелоу                    | Детроит ред вингси               | Одбрамбени                       |
| 1940/41 | Бил Каули                        | Бостон бруинси                   | Центар                           |
| 1941/42 | Томи Андерсон                    | Бруклин американси               | Одбрамбени                       |
| 1942/43 | Бил Каули                        | Бостон бруинси                   | Центар                           |
| 1943/44 | Валтер "Бејб" Прат               | Торонто мејпл лифси              | Одбрамбени                       |
| 1944/45 | Елмер Лаш                        | Монтреал канадијанси             | Центар                           |
| 1945/46 | Макс Бентли                      | Чикаго блекхокси                 | Центар                           |
| 1946/47 | Морис "Рокет" Ришар              | Монтреал канадијанси             | Десно крило                      |
| 1947/48 | Бади О'Конор                     | Њујорк ренџерси                  | Центар                           |
| 1948/49 | Сид Ејбел                        | Детроит ред вингси               | Центар                           |
| 1949/50 | Чак Рејнер                       | Њујорк ренџерси                  | Голман                           |
| 1950/51 | Милт Шмит                        | Бостон бруинси                   | Центар                           |
| 1951/52 | Горди Хау                        | Детроит ред вингси               | Десно крило                      |
| 1952/53 | Горди Хау                        | Детроит ред вингси               | Десно крило                      |
| 1953/54 | Ел Ролинс                        | Чикаго блекхокси                 | Голман                           |
| 1954/55 | Тед Кенеди                       | Торонто мејпл лифси              | Центар                           |
| 1955/56 | Жан Беливу                       | Монтреал канадијанси             | Центар                           |
| 1956/57 | Горди Хау                        | Детроит ред вингси               | Десно крило                      |
| 1957/58 | Горди Хау                        | Детроит ред вингси               | Десно крило                      |
| 1958/59 | Анди Батгејт                     | Њујорк ренџерси                  | Десно крило                      |
| 1959/60 | Горди Хау                        | Детроит ред вингси               | Десно крило                      |
| 1960/61 | Берни Жофрион                    | Монтреал канадијанси             | Десно крило                      |
| 1961/62 | Жак Плат                         | Монтреал канадијанси             | Голман                           |
| 1962/63 | Горди Хау                        | Детроит ред вингси               | Десно крило                      |
| 1963/64 | Жан Беливу                       | Монтреал канадијанси             | Центар                           |
| 1964/65 | Боби Хал                         | Чикаго блекхокси                 | Лево крило                       |
| 1965/66 | Боби Хал                         | Чикаго блекхокси                 | Лево крило                       |
| 1966/67 | Стан Микита                      | Чикаго блекхокси                 | Центар                           |
| 1967/68 | Стан Микита                      | Чикаго блекхокси                 | Центар                           |
| 1968/69 | Фил Еспозито                     | Бостон бруинси                   | Центар                           |
| 1969/70 | Боби Ор                          | Бостон бруинси                   | Одбрамбени                       |
| 1970/71 | Боби Ор                          | Бостон бруинси                   | Одбрамбени                       |
| 1971/72 | Боби Ор                          | Бостон бруинси                   | Одбрамбени                       |
| 1972/73 | Боби Кларки                      | Филаделфија флајерси             | Центар                           |
| 1973/74 | Фил Еспозито                     | Бостон бруинси                   | Центар                           |
| 1974/75 | Боби Кларки                      | Филаделфија флајерси             | Центар                           |
| 1975/76 | Боби Кларки                      | Филаделфија флајерси             | Центар                           |
| 1976/77 | Гај Лефлер                       | Монтреал канадијанси             | Десно крило                      |
| 1977/78 | Гај Лефлер                       | Монтреал канадијанси             | Десно крило                      |
| 1978/79 | Брајан Тротије                   | Њујорк ајлендерси                | Центар                           |
| 1979/80 | Вејн Грецки                      | Едмонтон ојлерси                 | Центар                           |
| 1980/81 | Вејн Грецки                      | Едмонтон ојлерси                 | Центар                           |
| 1981/82 | Вејн Грецки                      | Едмонтон ојлерси                 | Центар                           |
| 1982/83 | Вејн Грецки                      | Едмонтон ојлерси                 | Центар                           |
| 1983/84 | Вејн Грецки                      | Едмонтон ојлерси                 | Центар                           |
| 1984/85 | Вејн Грецки                      | Едмонтон ојлерси                 | Центар                           |
| 1985/86 | Вејн Грецки                      | Едмонтон ојлерси                 | Центар                           |
| 1986/87 | Вејн Грецки                      | Едмонтон ојлерси                 | Центар                           |
| 1987/88 | Марио Лемју                      | Питсбург пенгвинси               | Центар                           |
| 1988/89 | Вејн Грецки                      | Лос Анђелес кингси               | Центар                           |
| 1989/90 | Марк Месије                      | Едмонтон ојлерси                 | Центар                           |
| 1990/91 | Брет Хал                         | Сент Луис блуз                   | Десно крило                      |
| 1991/92 | Марк Месије                      | Њујорк ренџерси                  | Центар                           |
| 1992/93 | Марио Лемју                      | Питсбург пенгвинси               | Центар                           |
| 1993/94 | Сергеј Фјодоров                  | Детроит ред вингси               | Центар                           |
| 1994/95 | Ерик Линдрос                     | Филаделфија флајерси             | Центар                           |
| 1995/96 | Марио Лемју                      | Питсбург пенгвинси               | Центар                           |
| 1996/97 | Доминик Хашек                    | Бафало сејберси                  | Голман                           |
| 1997/98 | Доминик Хашек                    | Бафало сејберси                  | Голман                           |
| 1998/99 | Јаромир Јагр                     | Питсбург пенгвинси               | Десно крило                      |
| 1999/00 | Крис Пронџер                     | Сент Луис блуз                   | Одбрамбени                       |
| 2000/01 | Џо Шакић                         | Колорадо аваланши                | Центар                           |
| 2001/02 | Хозе Тиодор                      | Монтреал канадијанси             | Голман                           |
| 2002/03 | Петер Форсберг                   | Колорадо аваланши                | Центар                           |
| 2003/04 | Мартен Сен-Луј                   | Тампа Беј лајтенингси            | Десно крило                      |
| 2004/05 | Сезона је отказана због локаута. | Сезона је отказана због локаута. | Сезона је отказана због локаута. |
| 2005/06 | Џо Торнтон                       | Бостон бруинси Сан Хозе шаркси   | Центар                           |
| 2006/07 | Сидни Крозби                     | Питсбург пенгвинси               | Центар                           |
| 2007/08 | Александр Овечкин                | Вашингтон капиталси              | Лево крило                       |
| 2008/09 | Александр Овечкин                | Вашингтон капиталси              | Лево крило                       |
| 2009/10 | Хенрик Седин                     | Ванкувер канакси                 | Центар                           |
| 2010/11 | Кори Пери                        | Анахајм дакси                    | Десно крило                      |
| 2011/12 | Јевгениј Малкин                  | Питсбург пенгвинси               | Центар                           |
| 2012/13 | Александр Овечкин                | Вашингтон капиталси              | Десно крило                      |
| 2013/14 | Сидни Крозби                     | Питсбург пенгвинси               | Центар                           |
| 2014/15 | Кери Прајс                       | Монтреал канадијанси             | Голман                           |
| 2015/16 | Патрик Кејн                      | Чикаго блекхокси                 | Десно крило                      |

1. ↑  Торнтон је сезону започео са бруинсима али је касније трејдован у Сан Хозе.